# Gare de Belvianes
La gare de Belvianes ou gare de Belvianne est une ancienne gare ferroviaire française de la ligne de Carcassonne à Rivesaltes, située sur le territoire de la commune de Belvianes-et-Cavirac, dans le département de l'Aude, en région Occitanie.
Elle est mise en service en 1904 par la Compagnie des chemins de fer du Midi et du Canal latéral à la Garonne.

## Situation ferroviaire
Établie à 311 mètres d'altitude, la gare de Belvianes est située au point kilométrique (PK) 404,959 de la ligne de Carcassonne à Rivesaltes entre les gares ouvertes de Axat et de Quillan. Elle est séparée de la gare d'Axat par la gare aujourd'hui fermée de Saint-Martin-Lys.

## Histoire
Cette gare a été mise en service le 22 mai 1904 lors de l'ouverture du tronçon entre Quillan et Saint-Paul-de-Fenouillet de la ligne de Carcassonne à Rivesaltes.
La section entre Quillan et Rivesaltes a été fermée au trafic voyageurs le 18 avril 1939.
La gare se situe dans la section déclassée depuis le 16 décembre 1991.

## Service des voyageurs

### Desserte
La gare est fermée.